# Amt Schmalkalden
Das Amt Schmalkalden, später auch als Oberamt Schmalkalden bezeichnet, war eine in der Herrschaft Schmalkalden gelegene Verwaltungseinheit der Landgrafschaft Hessen-Kassel und dann des Kurfürstentums Hessen.
Das Amt ging aus dem Stammgebiet der Herrschaft Schmalkalden hervor und gehörte ab 1360 zur Hälfte zur Landgrafschaft Hessen bzw. Hessen-Kassel und zur anderen Hälfte zur Grafschaft Henneberg-Schleusingen. Ab 1583 gehörte das Amt vollständig zu Hessen-Kassel. Bis zur Verwaltungs- und Gebietsreform des Kurfürstentums Hessen im Jahr 1821 und der damit verbundenen Auflösung bildete es als Amt den räumlichen Bezugspunkt für die Einforderung landesherrlicher Abgaben und Frondienste, für Polizei, Rechtsprechung und Heeresfolge.

## Geographische Lage
Das Gebiet des Amts lag im Tal der Schmalkalde und ihres Zuflusses Stille im Südwestteil des Thüringer Waldes. Bis zum Gebietsaustausch mit dem Amt Hallenberg im Jahr 1791 bildete der obere Haselbach die Grenze zum Amt Hallenberg. Der Rennsteig, der über den Kamm des Thüringer Waldes läuft, markierte über Jahrhunderte die nördliche Grenze des Amts Schmalkalden zum Herzogtum Sachsen-Gotha.
Das einstige Amtsgebiet liegt heute im Südwesten des Freistaats Thüringen und gehört zum Landkreis Schmalkalden-Meiningen.

## Angrenzende Verwaltungseinheiten
Benachbarte Ämter waren
- die Ämter Herrenbreitungen und Brotterode (beide Teil der Herrschaft Schmalkalden) im Nordwesten und Norden,
- die sachsen-gothaischem Ämter Georgenthal und Schwarzwald im Nordosten,
- das hessisch-schmalkaldische Amt Hallenberg im Osten, sowie
- die hennebergische Zent Benshausen (ab 1660 zu Sachsen-Zeitz, 1718 zu Kursachsen, 1815 zu Preußen) im Südosten und
- das hennebergische Amt Wasungen (ab 1680 zu Sachsen-Meiningen) im Süden und Westen.

## Geschichte

### Zugehörigkeit zur Grafschaft Henneberg
Die Stadt Schmalkalden mit ihrem zugehörigen Verwaltungsbezirk kam mit der Cent Brotterode aus dem Erbe der ludowingischen Landgrafen von Thüringen an den ersten wettinischen Landgrafen von Thüringen, Markgraf Heinrich III. von Meißen († 1288). Dieser übergab diese Gebiete im Jahre 1247 seinem Halbbruder mütterlicherseits, dem Grafen Hermann I. von Henneberg († 1290), der im Gegenzug auf ihm über die gemeinsame Mutter Jutta von Thüringen zustehende Ansprüche auf das Reichsfürstentum Thüringen verzichtete. 1249 gliederte Hermann I. die „Herrschaft Schmalkalden“, bestehend aus der Stadt und dem Amt Schmalkalden sowie der Cent Brotterode, seinen Besitzungen der Neuen Herrschaft Henneberg an. Da die von ihm begründete Linie „Henneberg-Coburg“ jedoch schon 1291 mit dem Tod seines Sohnes Poppo VIII. erlosch, kamen diese Gebiete als Erbe an dessen Halbschwester Jutta († 1292) von Henneberg-Coburg und ihren Gemahl, den askanischen Mitregenten Markgraf Otto den Langen von Brandenburg zu Salzwedel († 1308).
Durch die arrangierte Vermählung von Jutta von Brandenburg-Salzwedel († 1353), der Enkelin Juttas von Henneberg, mit Heinrich VIII. († 1347), dem Sohn des Grafen Berthold VII. von Henneberg-Schleusingen, gelangte ihr Erbteil, d. h. der vierte Teil der Neuen Herrschaft Henneberg, im Jahr 1312 als Mitgift an die inzwischen gefürstete Grafschaft Henneberg-Schleusingen. Berthold VII. gelang es bis 1316, die anderen drei Anteile an der Neuen Herrschaft (auch „Pflege Coburg“ genannt) mit der Herrschaft Schmalkalden zu erkaufen. 1325 kam der Ort Volkers durch Kauf zum Amt. Im Jahre 1330 gelangten der Ort Reichenbach und die zu dieser Zeit wüst gelegenen Orte Rotterode und Altersbach von den Herren von Frankenstein durch Kauf an die Grafen von Henneberg-Schleusingen („Frankensteiner Kaufbrief“). Sie wurden ebenfalls dem Amt Schmalkalden angegliedert.
Nach Bertholds VII. Tod im Jahr 1340 erbte dessen ältester Sohn Heinrich VIII. die Grafschaft Henneberg-Schleusingen. Als dieser im Jahr 1347 starb, wurde die Grafschaft zwischen seiner Witwe Jutta von Brandenburg und seinem jüngeren Bruder Johann I. († 1359) aufgeteilt, wobei Jutta erneut die „Neue Herrschaft“ mit der Herrschaft Schmalkalden und zusätzlich einige hennebergische Gebiete zugesprochen bekam. Mit Juttas Tod im Jahr 1353 wurde ihr Erbteil unter drei ihrer Töchter als Erben aufgeteilt. Die Tochter Sophie von Henneberg-Schleusingen († 1372) bekam dabei die Herrschaft Schmalkalden mit der Cent Brotterode, die Vogtei Herrenbreitungen, den Schleusinger Anteil der Zent Benshausen und die halbe Veste Scharfenburg zugesprochen, welche somit in den Besitz ihres Mannes, dem Nürnberger Burggrafen Albrecht († 1364), übergingen.

### Hennebergisch-hessische Doppelherrschaft
Im Jahr 1360 schloss die Gräfin Elisabeth von Leuchtenberg († 1361), Witwe des 1359 verstorbenen Grafen Johann I. von Henneberg-Schleusingen, einen Vertrag mit ihrer Nichte Sophie und deren Mann, dem Nürnberger Burggrafen Albrecht, über den Rückerwerb der an den Burggrafen gegangenen Gebiete. Da sie nicht über die nötigen finanziellen Mittel verfügte, einigte sie sich in einem Erbvertrag mit dem Vetter ihres Gatten, dem Landgrafen Heinrich II. von Hessen († 1376), dass dieser sich zur Hälfte an der Kaufsumme beteiligte und dafür die idielle Hälfte an diesen Landesteilen erhalten sollte.
Damit wurde die hennebergisch-hessische Doppelherrschaft über die Stadt und das Amt Schmalkalden begründet. Während das Amt Schmalkalden durch das nun einsetzende Kondominium gemeinschaftlich verwaltet wurde, teilte man die Stadt Schmalkalden entlang der Schmalkalde in eine hennebergische und eine hessische Hälfte. Die sofort ausbrechenden Macht- und Positionskämpfe wirkten sich negativ auf die Herrschaft aus.
Im 15. Jahrhundert rissen die Grafen von Henneberg-Schleusingen Teile des Amts Schmalkalden an sich. Schwallungen, das noch 1340 zur Herrschaft Schmalkalden gehörte, zahlte 1493 seine Steuern bereits nach Wasungen. Das benachbarte Niederschmalkalden kam in der gleichen Zeit von der Herrschaft Schmalkalden an das hennebergische Amt Wasungen.
Ein Streit der beiden Kondomini über die hennebergische Schutz- und Schirmgerechtigkeit über das Kloster Herrenbreitungen und über die gemeinschaftliche Verwaltung von Schmalkalden endete 1498 in einem Schiedsspruch, in dem festgelegt wurde, dass für das Stift zu Schmalkalden und die Vogtei über das Kloster Herrenbreitungen allein die Henneberger zuständig seien. Dagegen blieben die Zentgerichte zu Schmalkalden, Herrenbreitungen und Benshausen gemeinschaftlich.
Nach heftigen Streitigkeiten um die Erhebung des Weinzolls im gemeinschaftlich verwalteten Gebiet wurde 1521 unter Vermittlung von Markgraf Kasimir von Brandenburg-Kulmbach der sogenannte „Kasimirische Vertrag“ abgeschlossen. Dieser besagte unter anderem, dass im Falle des Aussterbens eines der beiden Fürstenhäuser das verbleibende die anfallende Hälfte von Stadt und Amt Schmalkalden erhalten solle. Nach der Aktualisierung und Ergänzung des „Kasimirischen Vertrags“ von 1521 vereinigten Hessen und Henneberg im Jahr 1573 ihre Verwaltungen im gemeinsamen Herrschaftsgebiet.

### Zugehörigkeit zur Landgrafschaft Hessen-Kassel
Mit dem Tod des Grafen Georg Ernst im Dezember 1583 erlosch das Geschlecht der Henneberger in der männlichen Linie. Damit trat der Erbvertragsfall von 1521 ein, der die seit 1360 andauernde hennebergisch-hessische Doppelherrschaft über Schmalkalden beendete. Stadt und Amt Schmalkalden, die Zent Brotterode, der nun vergrößerte hessische Anteil der Zent Benshausen, die Vogtei Herrenbreitungen und der Ort Barchfeld gehörten seitdem als „Herrschaft Schmalkalden“ vollständig zur Landgrafschaft Hessen-Kassel, die 1567 aus der Teilung der Landgrafschaft Hessen entstanden war. Der zur hennebergischen Stiftsvogtei Schmalkalden gehörige Ort Möckers kam allerdings nach deren Auflösung im Jahr 1583 an das nun sächsische Amt Wasungen.
1589 kam durch Kauf der Bezirk der Burg Wallenburg bei Brotterode zur Herrschaft Schmalkalden hinzu und wurde dem Amt Schmalkalden angegliedert. Die Wallenburg war aus dem Erbe der Henneberger 1583 an die Wettiner gefallen und 1588 an die unter dem Einfluss der Landgrafen von Hessen stehende Abtei Hersfeld verkauft worden.
1619 wurde im Rahmen des Benshäuser Tauschvertrags zwischen den sächsischen Wettinern und der Landgrafschaft Hessen-Kassel als Erben der hennebergischen Gebiete die Landesherrschaft und Gerichtsbarkeit über einige Orte und Gebiete geändert. Im Bereich des Amts Schmalkalden betraf dies die Gerichtsbarkeit über die Orte Schwallungen, Niederschmalkalden und Möckers, welche nun auch gerichtlich dem Amt Wasungen angegliedert wurden. Das Amt Schmalkalden hatte nach der territorialen Abrundung der Herrschaft Schmalkalden eine Oberamtsfunktion über die Ämter Herrenbreitungen, die Zent Brotterode, das Gericht Barchfeld und das 1619 im Tausch gegen den hessischen Anteil an der Zent Benshausen erworbene Amt Hallenberg.
Die luxuriöse Hofhaltung des Landgrafen Moritz von Hessen-Kassel führte 1626 zu einer Verpfändung der Herrschaft Schmalkalden an die Landgrafschaft Hessen-Darmstadt, die bis zum Ende des Dreißigjährigen Krieges im Jahr 1648 andauerte. Dies hatte für die Region fatale Folgen, da der reformierte Moritz von Hessen-Kassel auf protestantischer Seite, Landgraf Georg II. von Hessen-Darmstadt aber auf katholischer Seite stand.
Im Jahre 1791 erfolgte ein Gebietsaustausch mit dem Amt Hallenberg, der die Streulage beider Ämter im Stillergrund und im Haselbachtal beseitigte. Näherstille kam dabei zum Amt Schmalkalden. Die Orte Unterschönau, Oberschönau und Springstille, welche zuvor anteilig zu beiden Ämtern gehörten, wurden zusammen mit den bisher komplett zu Schmalkalden gehörigen Dörfern Altersbach und Rotterode dem Amt Hallenberg zugeteilt.

### Französische Besetzung
Die Landgrafschaft Hessen-Kassel, deren Regent 1803 zum Kurfürsten erhoben worden war, wurde in der Zeit der französischen Besatzung von 1807 bis 1813 in das Königreich Westphalen unter Jérôme Bonaparte eingegliedert. Dabei wurde die Herrschaft Schmalkalden innerhalb des Departements der Werra dem Distrikt Eschwege zugeordnet und in sechs Kantone eingeteilt. Das bisherige Amt Schmalkalden wurde folgendermaßen aufgeteilt:
| Kanton       | Zugehörige Ortschaften aus dem Oberamt Schmalkalden                                                                                  |
| ------------ | --- |
| Schmalkalden | Stadt Schmalkalden mit Hedwigshof, Stillerthormeierei und Röthhof, Aue, Haindorf, Mittelschmalkalden, Breitenbach, Grumbach, Volkers |
| Seligenthal  | Seligenthal, Atzerode, Kirrhof und Dippach, Reichenbach, Weidebrunn, Aue-Wallenburg mit Wallenburgshof                               |
| Floh         | Floh, Schnellbach, Nesselhof, Struth, Helmershof, Asbach, Näherstille, Mittelstille                                                  |
| Brotterode   | Hohleborn |

Nach dem Ende des Königreichs Westphalen im Jahr 1813 wurde das Kurfürstentum Hessen mit seiner früheren Verwaltungsstruktur wiederhergestellt.

### Verwaltungsreform und Auflösung 1821
Nach dem Regierungsantritt von Kurfürst Wilhelm II. von Hessen-Kassel wurde im Zuge der Verwaltungsreform des Kurfürstentums Hessen von 1821 das Land in vier Provinzen und 22 Kreise eingeteilt. Verwaltung und Rechtsprechung wurden voneinander getrennt.
Für die Verwaltung wurde aus den bisherigen Ämtern Schmalkalden, Hallenberg, Herrenbreitungen und Brotterode der Kreis Schmalkalden in der Provinz Fulda gebildet. Für die Rechtsprechung wurden als Gerichte erster Instanz vier Justizämter eingerichtet: Schmalkalden, Brotterode, Herrenbreitungen und Steinbach.

## Zugehörige Orte
Städte
- Schmalkalden mit
  - Bohrmühle, Gewehrfabrik
  - Röthhof
  - Stillerthormeierei
  - Weidebrunner Schmelzhütte

Dörfer
| - Atzerode - Aue - Asbach - Au-Wallenburg - Breitenbach | - Floh - (Ober-)Grumbach - Haindorf - Hohleborn - Helmershof | - Mittelschmalkalden - Mittelstille - Näherstille (bis 1791 anteilig, danach komplett) - Nesselhof - Reichenbach | - Schnellbach - Seligenthal - Struth - Volkers - Weidebrunn | - Altersbach (bis 1791) - Oberschönau (bis 1791 anteilig) - Rotterode (bis 1791) - Springstille (bis 1791 zeitweise) - Unterschönau (bis 1791 anteilig) |

Burgen und Schlösser
- Schloss Wilhelmsburg
- Burg Wallenburg

Höfe
| - Dippach - Gräffenneußles - Hedwigshof - Hefftenhof - Kanzlersgrund | - Neuhof - Nußles - Rithof - Rothhof - Wallenburgshof |

Wüstungen
- Burgruine Falkenburg bei Seligenthal
- Ezzelingweneden (Erzschwinde) und Gerdrode (Hühn) bei Auwallenburg
- Helffers
- Kohlhof
- Reinhardsroda
- Roßbach
- Steinbach bei Weidebrunn
- Untergrumbach